# Ore 17: quando suona la sirena
Ore 17: quando suona la sirena (When the Whistle Blows) è una serie televisiva statunitense in 11 episodi trasmessi per la prima volta nel corso di una sola stagione nel 1980. È una sitcom incentrata sulle vicende del personale della "Tri-State Construction Company", una società edile di Los Angeles.

## Personaggi e interpreti
- Buzz Dillard, interpretato da Douglas Barr.
- Randy Hartford, interpretato da Philip Brown.
- Lucy Davis, interpretato da Susan Buckner.
- Martin 'Hunk' Kincaid, interpretato da Tim Rossovich.
- Norm Jenkins, interpretato da Dolph Sweet.
- Darlene, interpretato da Sue Ane Langdon.
- Hanraha), interpretato da Gary Allen.
- Dottie Jenkins, interpretato da Alice Hirson.
- Bulldog, interpretato da Noble Willingham.

## Produzione
La serie, ideata da Charles Gordon e Tom Kardozian, fu prodotta da Daydreams Productions e Universal TV.

## Distribuzione
La serie fu trasmessa negli Stati Uniti dal 14 marzo 1980 al 27 luglio 1980  sulla rete televisiva ABC. In Italia è stata trasmessa con il titolo Ore 17: quando suona la sirena.

## Episodi
| Stagione       | Episodi | Prima TV USA |
| -------------- | ------- | ------------ |
| Prima stagione | 11      | 1980         |